# Dioskourides (Antigonide)
Dioskourides (altgriechisch Διοσκουρίδης Dioskourídēs; † nach 313 v. Chr.), Sohn des Ptolemaios (?), war ein Neffe und Flottenkommandant des Diadochenherrschers Antigonos Monophthalmos im 4. Jahrhundert v. Chr. Sein Bruder war vermutlich Ptolemaios.
Während des dritten Diadochenkrieges führte Dioskourides im Jahr 313 v. Chr. seinem im gerade erst eingenommenen Tyros (Belagerung von Tyros) weilenden Onkel 80 Schiffe zu, die er in den Häfen des Hellespont und von Rhodos requiriert hatte. Anschließend wurde er mit 190 Schiffen in die Ägäis entsandt mit dem Auftrag, die dort mit Antigonos alliierten Inseln gegen Kassander zu verteidigen und noch neutrale Inseln auf seine Seite zu ziehen, woraus sich schließlich der Nesiotenbund bildete. Im selben Jahr wehrte Dioskourides einen von Kassander initiierten Angriff Athens auf Lemnos ab. Danach wird von ihm nicht mehr berichtet.

## Quelle
- Diodor 19,62,7–9 und 19,68,4